# Thomas Maillard (révolutionnaire)
Pour les articles homonymes, voir Thomas Maillard et Maillard.
Thomas Maillard (né au XVIIIe siècle) est une personnalité de la Révolution française.
Guillocheur, domicilié sur la Section de la Cité, membre de cette section. C'est Thomas Maillard et non Stanislas-Marie Maillard qui joua un rôle très important dans la préparation de la journée du 31 mai 1793 et de la journée du 2 juin 1793 qui aboutirent à la proscription des Girondins. Le Comité de sûreté générale l'employa pour des missions de surveillance comme Stanislas Marie Maillard. Le 9 thermidor an II (27 juillet 1794) Thomas Maillard resta fidèle à la Convention.

## Source
- Révolution française de Jules Michelet